# Rote Sonne (Film)
Rote Sonne ist ein deutscher Film aus dem Jahr 1970. Regie führte Rudolf Thome.

## Handlung
Thomas trampt von Hamburg nach München. Dort trifft er im Nachtclub „Take Five“ seine Ex-Freundin Peggy. Thomas hat noch kein Bett für die Nacht, und Peggy findet Thomas noch immer sympathisch. So nimmt sie ihn nach Feierabend – die Sonne geht gerade auf – mit nach Hause. Die Mitbewohnerinnen ihrer aus vier Frauen bestehenden Wohngemeinschaft sind jedoch nicht erfreut, als sie merken, dass Thomas sich bei Peggy einnistet. Der Grund ist, dass die vier jeden neuen Lover, den eine von ihnen nach Hause mitbringt, bereits nach wenigen Tagen gemeinsam (oder auch in Eigenregie) umbringen, weil sie sich gegenseitig aus Hass gegenüber der Männerwelt geschworen haben, dass keine von ihnen sich je ernsthaft in einen Mann verlieben darf. Peggy wird von ihren Freundinnen an diese makabre Abmachung erinnert und versucht daraufhin, Thomas aus der Wohnung zu bringen und ihn woanders einzuquartieren, doch Thomas taucht wieder in der WG auf. Zur gleichen Zeit führen die vier Frauen in Vorbereitung eines geplanten Bombenanschlags, mit dem sie öffentlich auf sich aufmerksam machen bzw. eine Art „Revolution“ beginnen wollen, in einer ländlichen Gegend eine erfolgreiche Testsprengung durch. Unterdessen beginnt eine der vier Freundinnen, an ihrer gemeinsamen Männermord-Abmachung zu zweifeln, und schenkt Thomas reinen Wein ein. Als dieser nun endlich hinter das WG-Geheimnis gekommen ist und die anderen bemerken, dass er etwas von den Morden ahnt, wird die Verräterin von Christine – der eigentlichen „Anführerin“ der WG – vor dem Haus erschossen, kurz nachdem Thomas die Bombe entdeckt und entschärft hatte. Peggy lockt Thomas zum Starnberger See, wo Thomas sie mit seinem Wissen konfrontiert. Er fordert sie in provokanter Weise auf, ihn zu erschießen. Unter Tränen folgt Peggy dieser Aufforderung; eine Schießerei führt dann dazu, dass beide bei Sonnenaufgang sterben.

## Hintergründe
Thome im Interview über Missverständnisse des Publikums: „Die Machart, die Art, wie der Film erzählt wird, was auch heute bei mir und in allen meinen späteren Filmen geblieben ist, diese Betonung der alltäglichen Dinge. Man sieht in aller Ausführlichkeit, wie die Personen frühstücken und dies und jenes tun, im nächsten Bild wird jemand erschossen. Das ist natürlich schwer auf einen Nenner zu bringen für das Publikum. Es weiß nicht, wie es sich dazu verhalten soll.“
Zu den „Bonbonfarben“ im Film: „Das liegt daran, daß wir keinerlei Filter benutzten, daß wir die Farben einfach so aufgenommen haben, wie sie da waren. Wir haben das Negativ so belichtet, wie das Kodak-Negativ damals eben war, wie die Farben gekommen sind, wenn man nichts getan hat. Der Film ist so bunt wie die Wirklichkeit. Die Farbigkeit des Films wirkt natürlich besonders deswegen so, weil diese Wohnung so bunt ist. Jedes Zimmer hat eine Farbe. Das ist ja ungewöhnlich, das gibts ja heute eigentlich nicht mehr. So bunte Wohnungen habe ich seitdem nie wieder gesehen.“
In der DVD-Ausgabe gibt es zusätzliches Material, darunter einen Kommentar des Filmes von Thome und Rainer Langhans, Symbolfigur der 68-Bewegung und gemeinsam mit der Hauptdarstellerin Uschi Obermaier Mitglied der Kommune 1, die sich über die Dreharbeiten 1969, aber auch die Wirkungsgeschichte des Filmes seither unterhalten. Langhans musste auf Wunsch von Obermaier die ganze Zeit bei den Dreharbeiten dabei sein, um ihr Beistand zu leisten.
Langhans meint, der Film enthalte die Utopie einer selbstbestimmten Lebensgemeinschaft von Frauen, die sich in ihrem Lebens- und Kommunikationsstil zuerst aufeinander beziehen und nur sekundär auf Männer (was er mittlerweile zusammen mit fünf Frauen realisiert). Langhans stellt fest, dass es im Film die Frauen waren, die – ein Jahr vor der Bildung der RAF – hypothetisch im Film den Einsatz von Sprengstoff zu politischen Zwecken erwogen haben. Er bezieht sich für die Hintergrundgedanken des Filmes auf das Flugblatt von SDS-Frauen „Befreit die sozialistischen Eminenzen von ihren bürgerlichen Schwänzen“ (auf dem er als einziger männlicher SDS-Führer nicht aufgeführt war).

## Kritiken
prisma-online: Diesen grotesk-unterhaltsamen 68er-Film drehte Rudolf Thome mit einer außerordentlich schönen Fotografie und meist witzig-vertrackten Dialogen. Dabei griff der Regisseur gleich auf diverse Genres des Hollywood-Kinos zu und schuf einen Film, „der das Lebensgefühl einer Generation spiegelt, für die Lebens- und Kinoerfahrung eins sind“ (Lexikon des Internationalen Films). Für seinen sogenannten „feministischen“ Spielfilm holte Thome 1969 Deutschlands berühmteste Kommunardin Uschi Obermaier als Disco-Queen vor die Kamera.